# Брунято
Бруня̀то (на италиански: Brugnato, на местен диалект Briné, Брине) е село и община в северозападна Италия, провинция Специя, регион Лигурия. Разположено е на 115 m надморска височина. Населението на общината е 1264 души (към 2011 г.).